# Erto e Casso
Erto e Casso is een gemeente in de Italiaanse provincie Pordenone (regio Friuli-Venezia Giulia) en telt 419 inwoners (31-12-2004). De oppervlakte bedraagt 52,3 km², de bevolkingsdichtheid is 8 inwoners per km².
De volgende frazioni maken deel uit van de gemeente: Casso, Erto.

## Demografie
Erto e Casso telt ongeveer 184 huishoudens. Het aantal inwoners steeg in de periode 1991-2001 met 4,7% volgens cijfers uit de tienjaarlijkse volkstellingen van ISTAT.
| Jaar | Inwoneraantal |
| ---- | ------------- |
| 1991 | 405           |
| 2001 | 424           |

## Geografie
De gemeente ligt op ongeveer 775 m boven zeeniveau.
Erto e Casso grenst aan de volgende gemeenten: Castellavazzo (BL), Cimolais, Claut, Longarone (BL), Ospitale di Cadore (BL), Perarolo di Cadore (BL), Pieve d'Alpago (BL), Soverzene (BL).